# 5053 Chladni
5053 Chladni eller 1985 FB2 är en asteroid i huvudbältet som upptäcktes den 22 mars 1985 av den amerikanske astronomen Edward L.G. Bowell vid Anderson Mesa Station. Den är uppkallad efter den tyske musikern och fysikern Ernst Chladni.
Asteroiden har en diameter på ungefär 9 kilometer.